# Hôpital de la Marine de Saint-Mandrier
L'hôpital Hôpital de la Marine de Saint-Mandrier est un ancien hôpital de la Marine.

## Historique
À cet emplacement se trouvait une infirmerie royale de Saint-Louis créée en 1674, conçu par la volonté de Louis XIV, en 1669, d'affecter un ancien prieuré au service de l'État. Cet hôpital était destiné aux malades des armées navales. Il se composait de deux corps de bâtiments sans étage et réunis à angle droit, et prit le nom d'Hôpital Saint-Louis, dit de Saint-Mandrier.
Rebâti par des forçats du bagne de Toulon, il devient en 1818 un hôpital de la marine construit par Antoine Raucourt.
Il est fermé en 1935 et remplacé par l'hôpital d'instruction des armées Sainte-Anne.

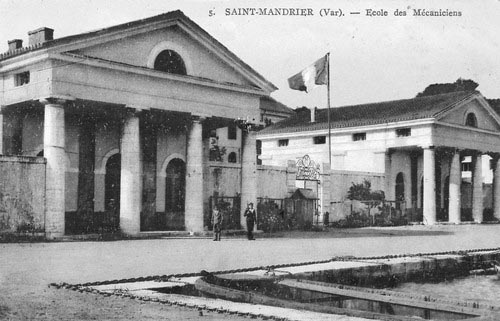
École des Mécaniciens.

Il devient alors l'École des Mécaniciens Chauffeurs et Scaphandriers. En 1971 est inauguré dans ses locaux le Centre d'instruction navale de Saint-Mandrier.
Sa chapelle est classée monument historique,.